# Кастль (Тіршенройт)
Кастль (нім. Kastl) — громада в Німеччині, розташована в землі Баварія. Підпорядковується адміністративному округу Верхній Пфальц. Входить до складу району Тіршенройт. Складова частина об'єднання громад Кемнат.
Площа — 24,74 км2. Населення становить 1415 ос. (станом на 31 грудня 2020).